# 報身
報身（ほうしん、ほうじん、サンスクリット語: संभोगकाय、saṃbhoga-kāya）は、仏身（仏の身体、からだ、すなわち姿）を表す三身（法身、報身、応身）の一つ。受用身（じゅゆうしん）ともいう。

## 概略

報身仏の代表例、阿弥陀如来（鎌倉大仏）

大乗仏教では三身説をとるが、姿・形をもたない宇宙の真理たる法身仏、有始・無終の存在で衆生を救う仏である報身仏（人間に対する方便として人の姿をして現れることもある）に対して、応身仏である釈迦如来は衆生を救うため人間としてこの世に現れた仏であると説明される。阿弥陀如来や薬師如来・観音菩薩が報身仏の代表例とされる。
『成唯識論』には「自ら法楽を受用す」とあり、これを仏教で自受法楽という。すなわち仏がその悟りの奥深広大なるを自ら楽しんで受けることをいう。これには成道直後の釈迦如来が相当する。
この考えから、報身（受用身）が発展して、さらに2つの仏身観が生まれた。
- 自受用報身（じじゅゆうほうしん）

仏が自らに法楽、利益を受用する報身のこと
- 他受用報身（たじゅゆうほうしん）

仏が他に法楽、利益を受用させる報身のこと